# 金光教境教会
金光教境教会（こんこうきょうさかいきょうかい）は日本の宗教法人。 

## 所在地
鳥取県境港市京町一四九。

## 沿革
『境興町五十年史』には、「金光教説教所設立 明治四四年（一九一一）一〇月一四日」と記されている。
昭和14年（1939年）成立の宗教団体法による「宗教結社台帳」には、
「金光教境教会 境町京町一五二
祭神 天地金乃神 教祖神
米子河合四郎一が境で初めて布教開始、明治四五年七月二三日設立許可、大正八年教会新築移転。
昭和一二年五月二五日、栄町一八九から現在地に移転。
昭和二一年九月三日登記（宗教法人令による）。」 とある。
「宗教主管者名簿」には主管者谷本葉津衛昭和一五年一二月一一日就任とあり、昭和26年（1951年）の宗教法人令による設立登記（昭和28年1月26日）では代表役員河合水哉となっているが、実際には、昭和29年（1954年）12月から河合正道で、昭和40年（1965年）12月からは河合水哉であるという。